# Laksa

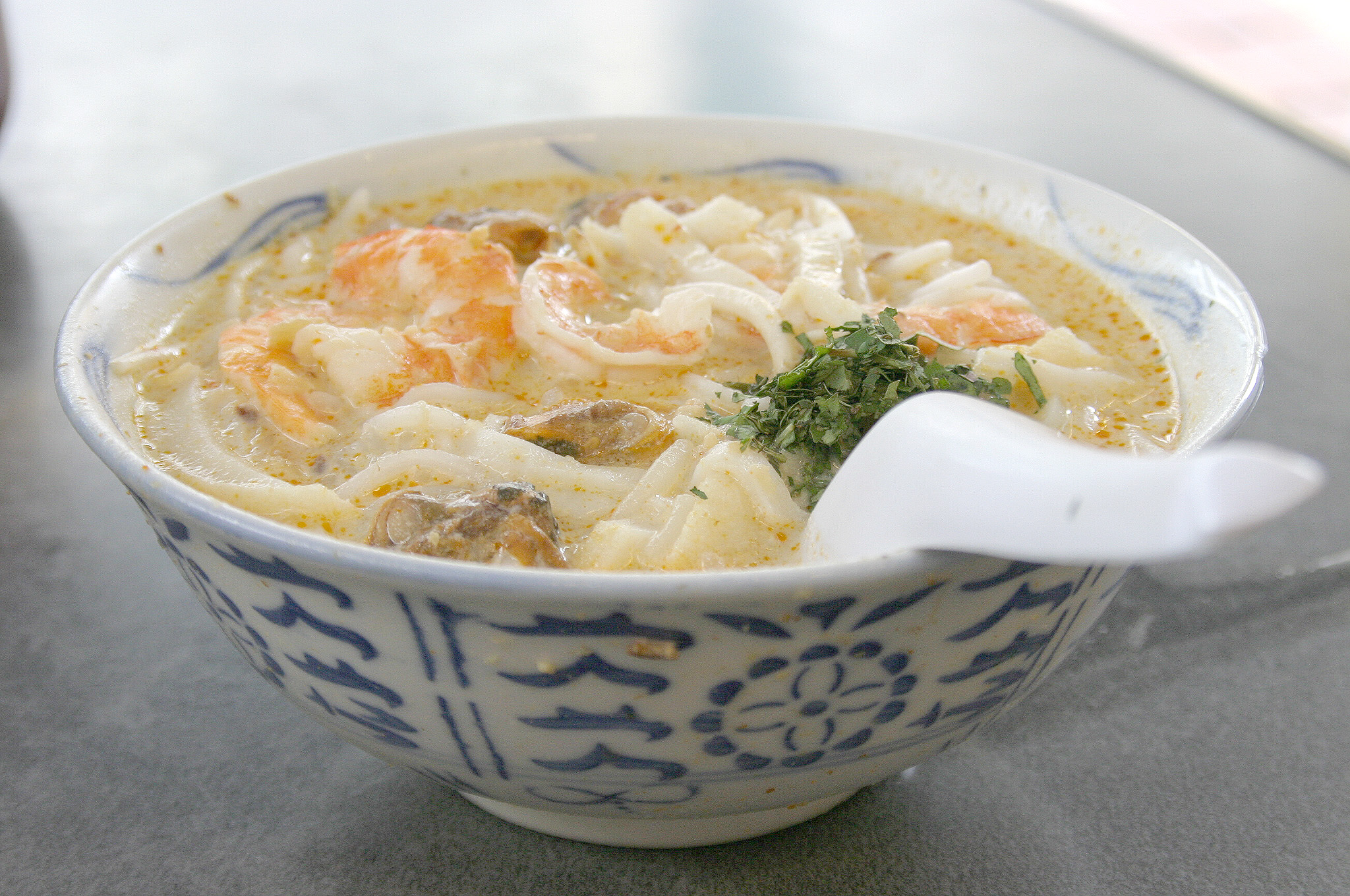
Katong-Laksa

Laksa ist eine südostasiatische Suppe aus Malaysia und Singapur. Sie wird auf Basis von Kokosmilch und Chili zubereitet und enthält typischerweise Reisnudeln oder auch Bandnudeln, Gemüse, Fisch und Krabben. Es gibt zahlreiche Varianten wie Penang-Laksa (malaysisch), khao soi (thai) oder Katong-Laksa (singapurisch). Laksa gilt als Nationalgericht Singapurs.